# Cratere Ludwig
Ludwig è un cratere lunare di 23,29 km situato nella parte sud-occidentale della faccia nascosta della Luna.